# Semiothisa stimulata
Semiothisa stimulata är en fjärilsart som beskrevs av Walker 1866. Semiothisa stimulata ingår i släktet Semiothisa och familjen mätare. Inga underarter finns listade i Catalogue of Life.